# Museo di Pera
Il Museo di Pera (in turco Pera Müzesi) è un museo d'arte nel quartiere Tepebaşı del distretto di Beyoğlu (Pera) a Istanbul, in Turchia, in Meşrutiyet Caddesi (via) n. 65 (adiacente a İstiklal Caddesi e nelle immediate vicinanze di Piazza Taksim). Si concentra in particolare sull'orientalismo nell'arte del XIX secolo.

## Storia
Il Museo di Pera è stato fondato dalla Fondazione Suna e İnan Kıraç (famiglia Koç) nel 2005. Il museo si trova nell'edificio storico dell'ex Bristol Hotel, progettato dall'architetto Achille Manoussos e costruito nel 1893. È stato ristrutturato tra il 2003 e il 2005 dall'architetto Sinan Genim, che ha conservato la facciata dell'edificio e ha trasformato l'interno in un museo moderno e completamente attrezzato.

## Collezioni
Il Museo di Pera ospita regolarmente mostre temporanee internazionali in prestito, oltre a contenere collezioni permanenti di dipinti orientalisti, pesi e misure anatoliche e piastrelle e ceramiche Kütahya.

### Collezione di dipinti orientalisti
La collezione di pittura orientalista del museo è composta da opere di artisti europei e ottomani / turchi, tra cui opere di Osman Hamdi Bey e il suo dipinto più famoso, l'ammaestratore di tartarughe.

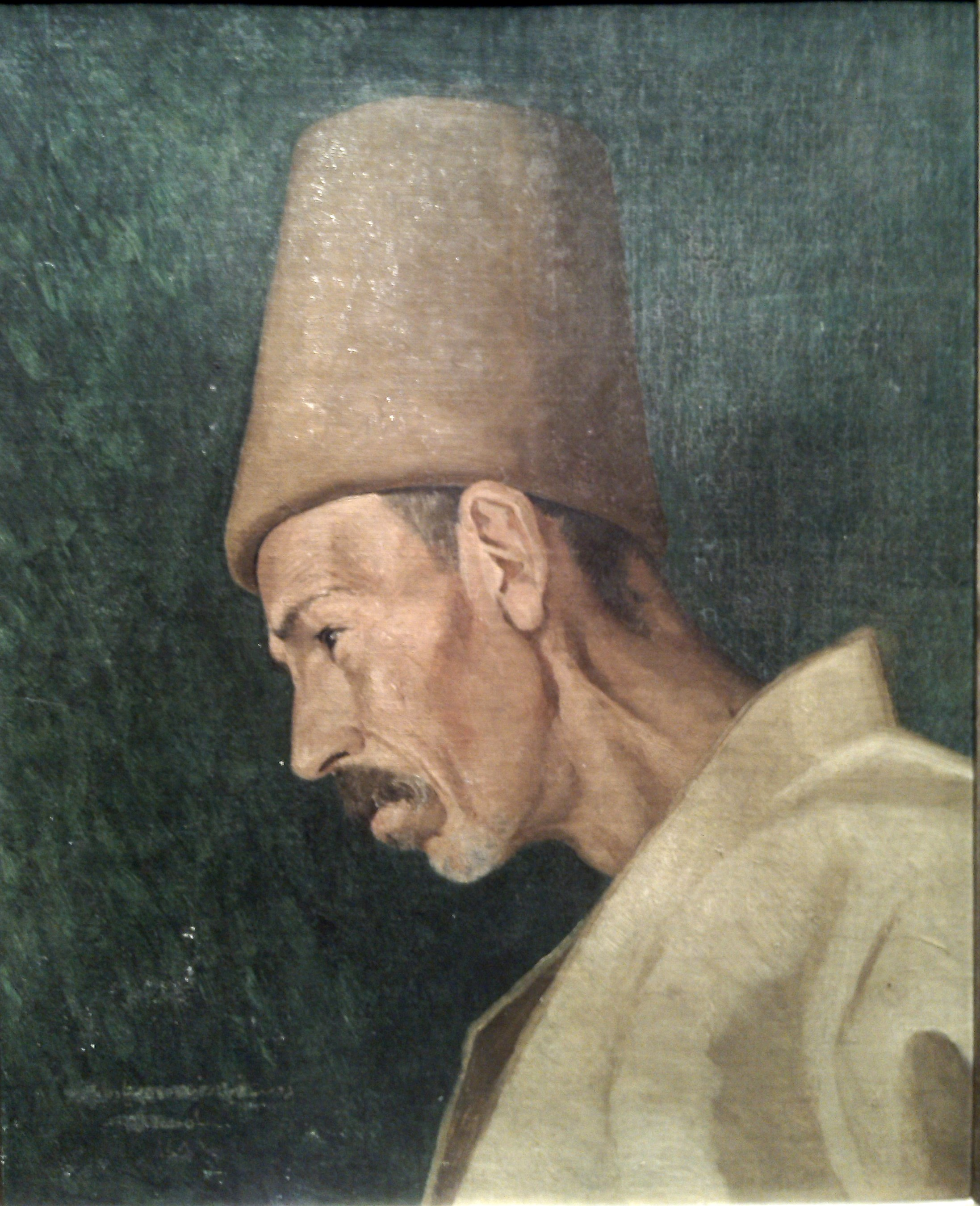
Kökenoğlu Rıza Efendi. Dipinto di Osman Hamdi Bey, 1871.
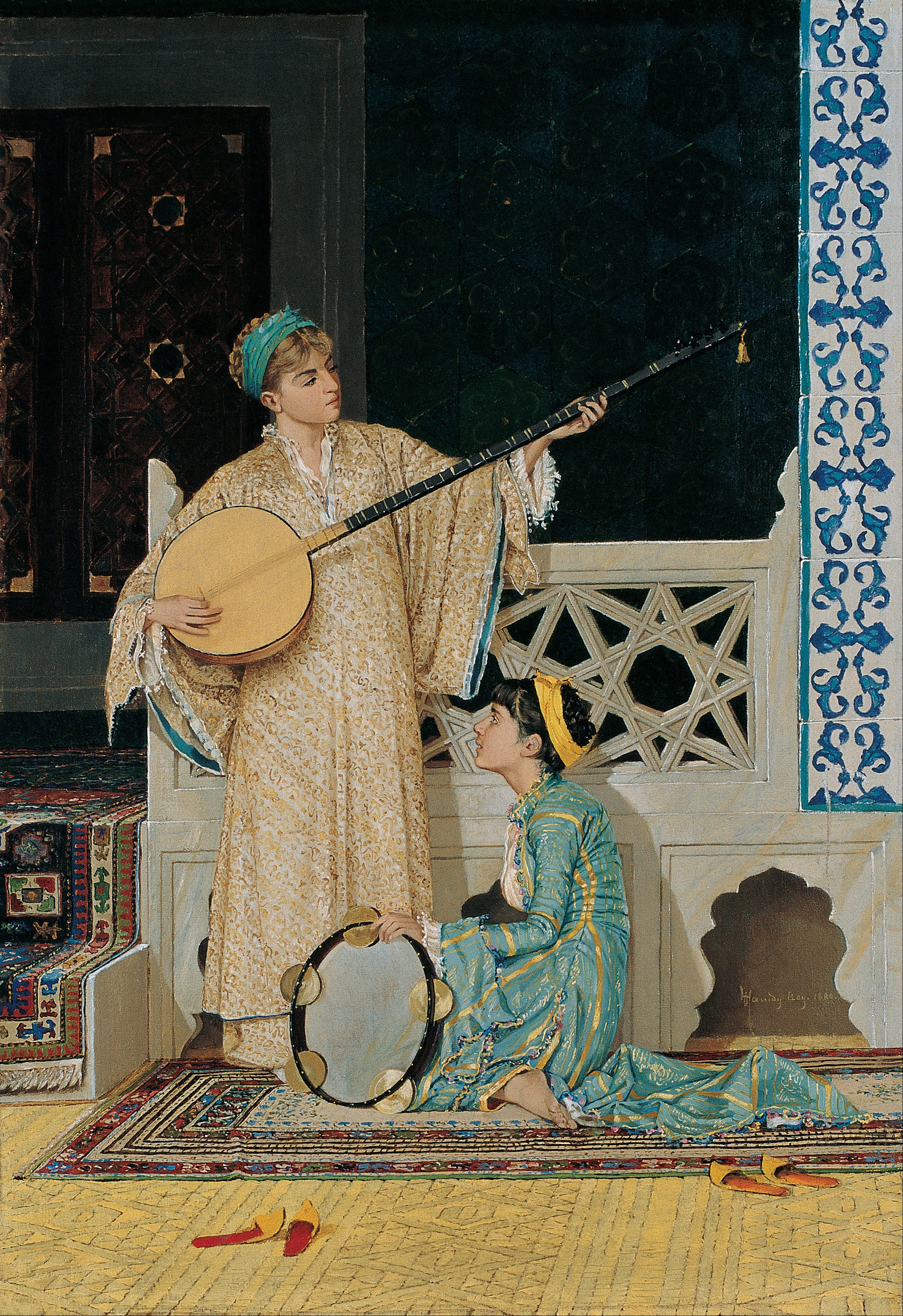
Due suonatrici. Dipinto di Osman Hamdi Bey, 1880.
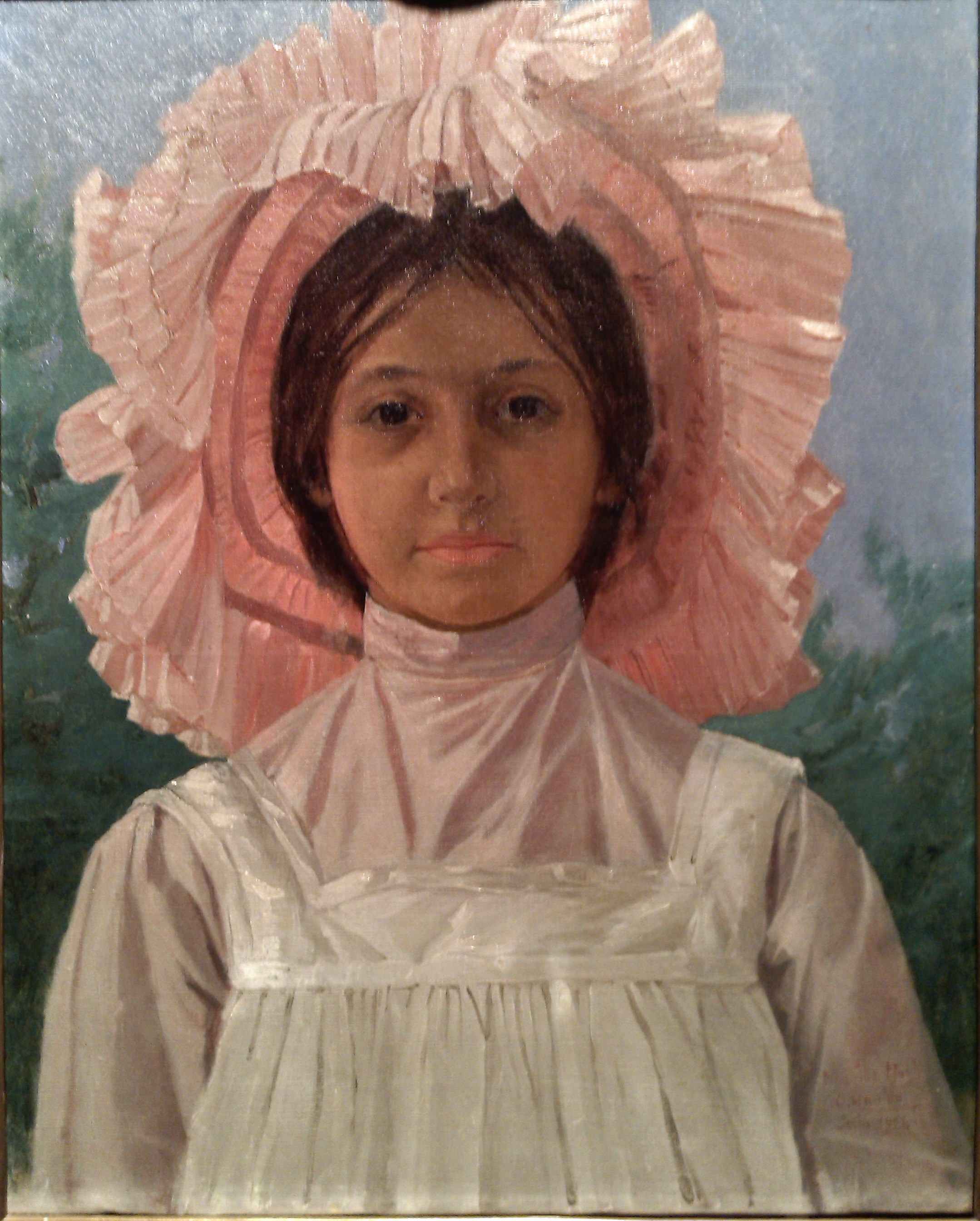
Ragazza con cappello rosa. Dipinto di Osman Hamdi Bey, 1904.
L'ammaestratore di tartarughe. Dipinto di Osman Hamdi Bey, 1906.
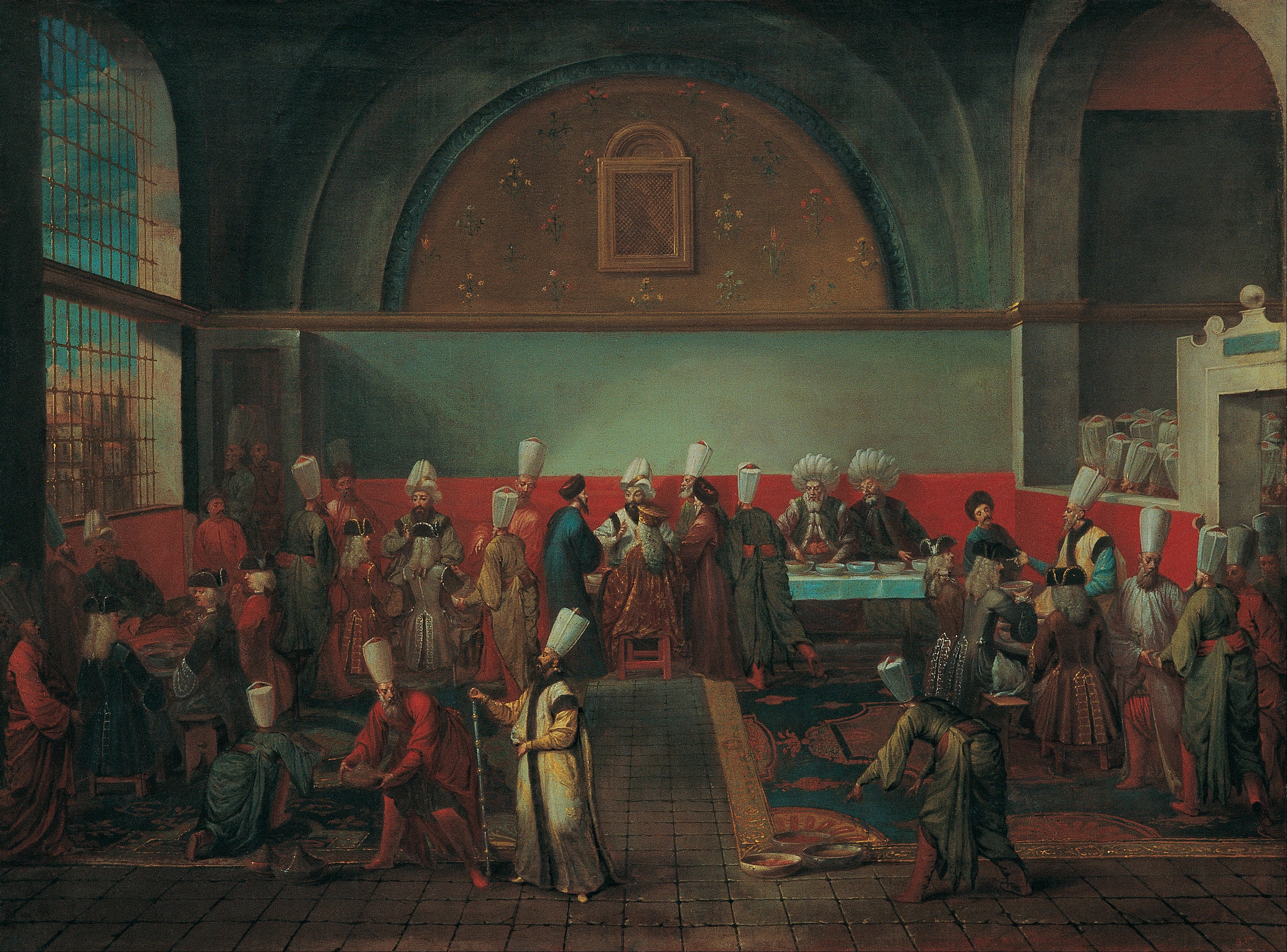
Gli ambasciatori stranieri sono ricevuti al palazzo Topkapı ad Istanbul durante il regno del Sultano Ahmed III. Dipinto di Jean-Baptiste van Mour, 1725.
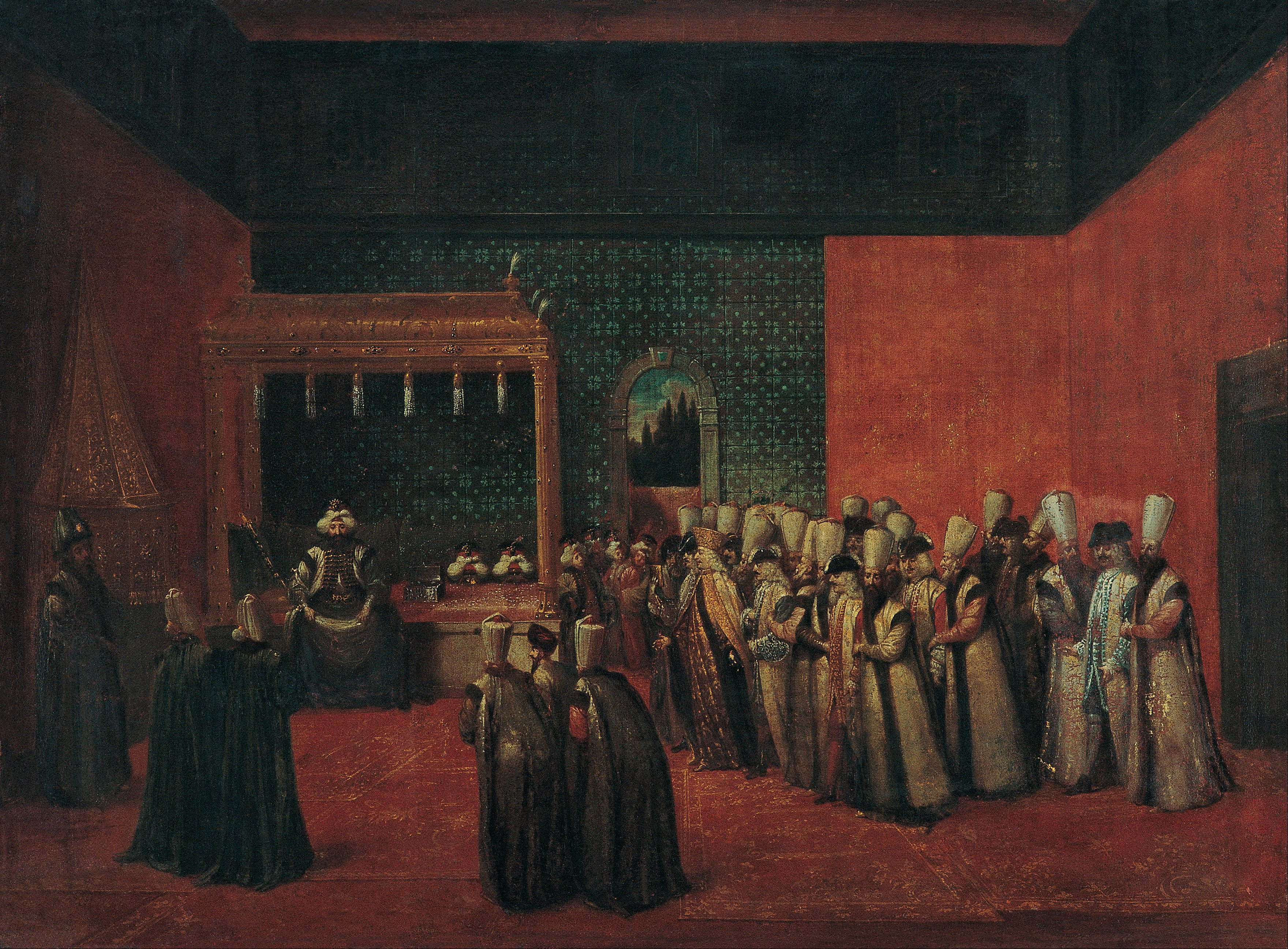
Il Sultano Ottomano Ahmed III riceve l'amabsciatore Olandese Cornelis Calkoen al Palazzo Topkapı nel 1727. Dipinto di Jean-Baptiste van Mour, 1727.
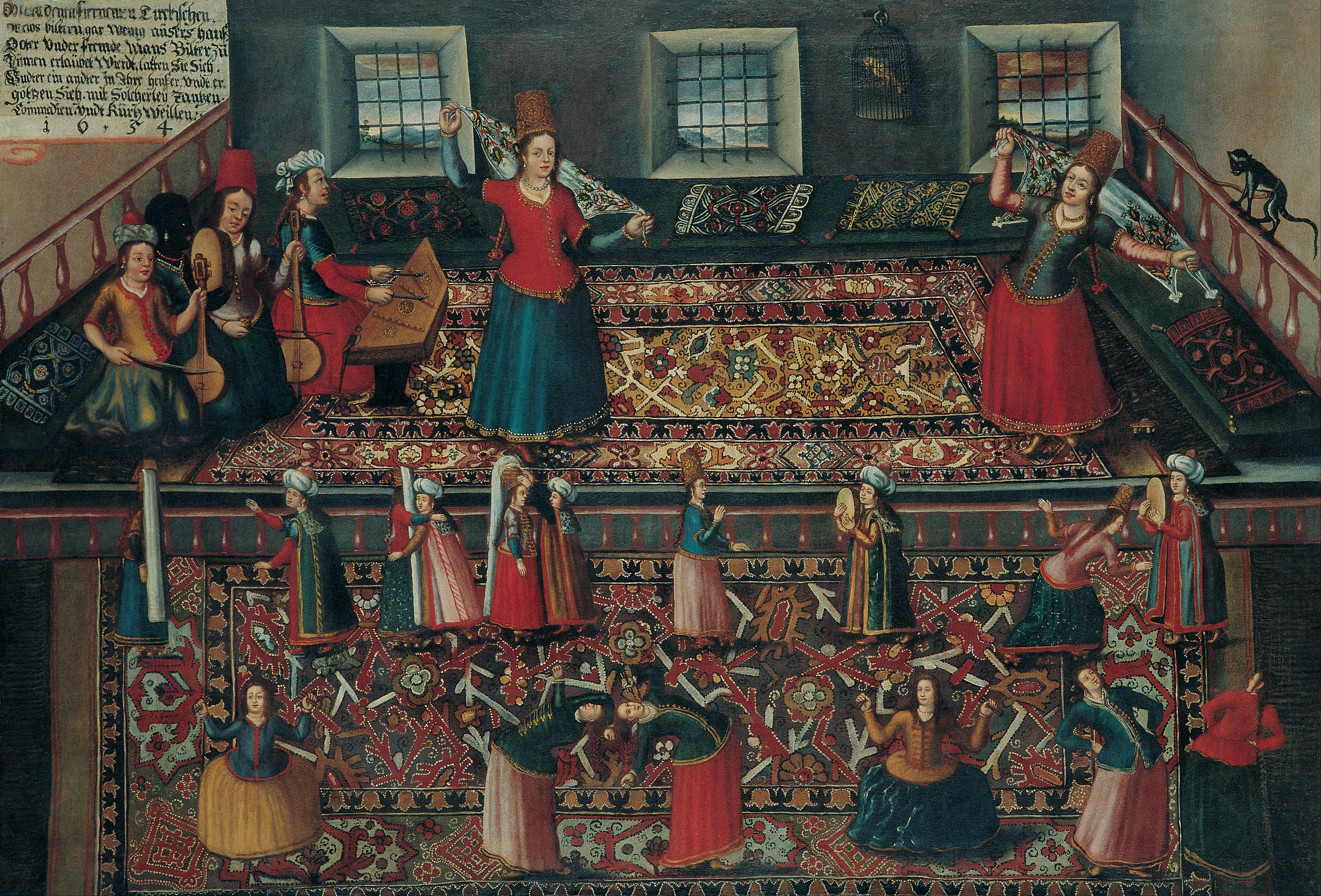
Harem del palazzo Topkapı. Dipinto di Franz Hermann, 1652.
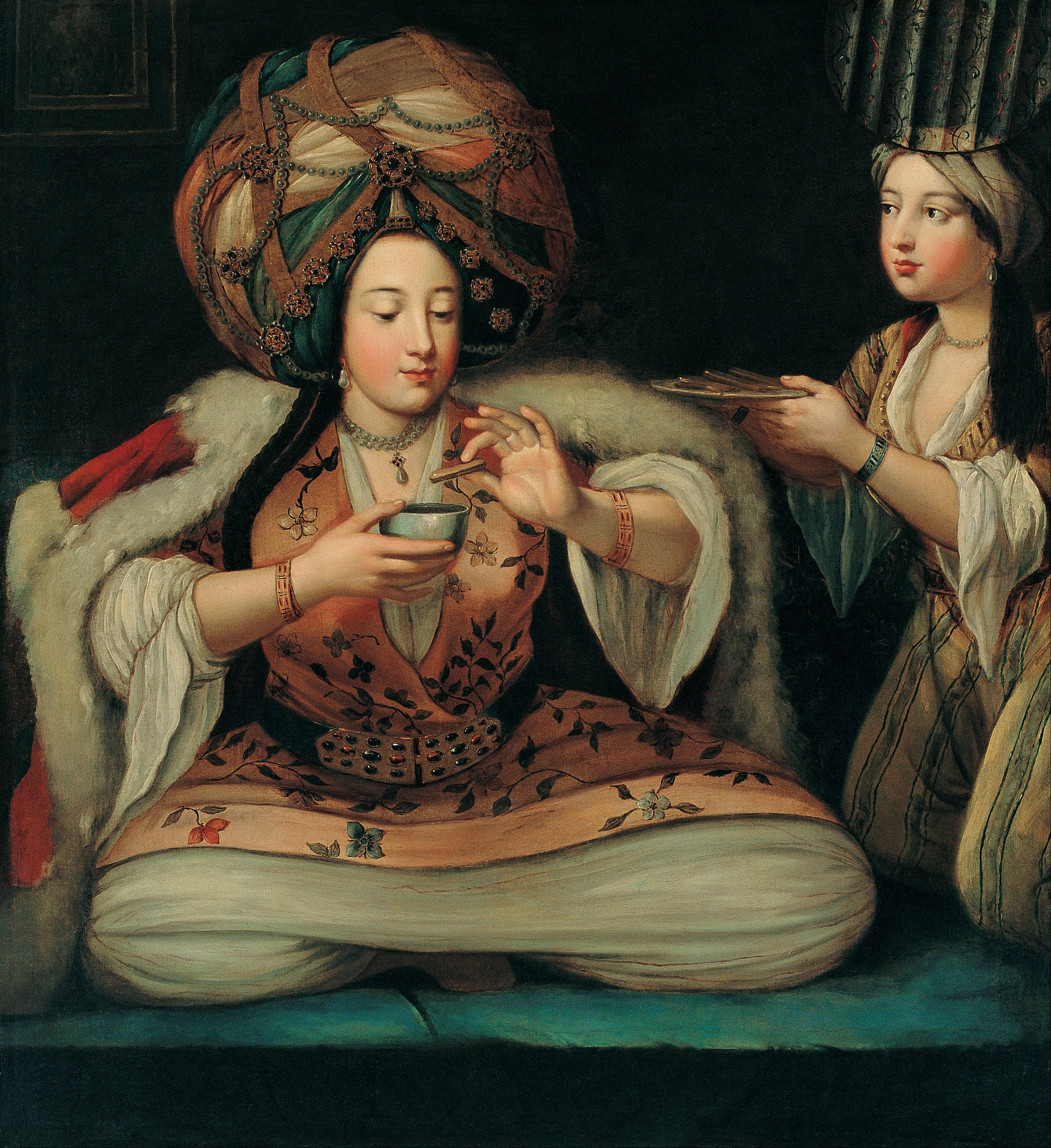
Gustare il caffè. Artista sconosciuto di scuola francese.
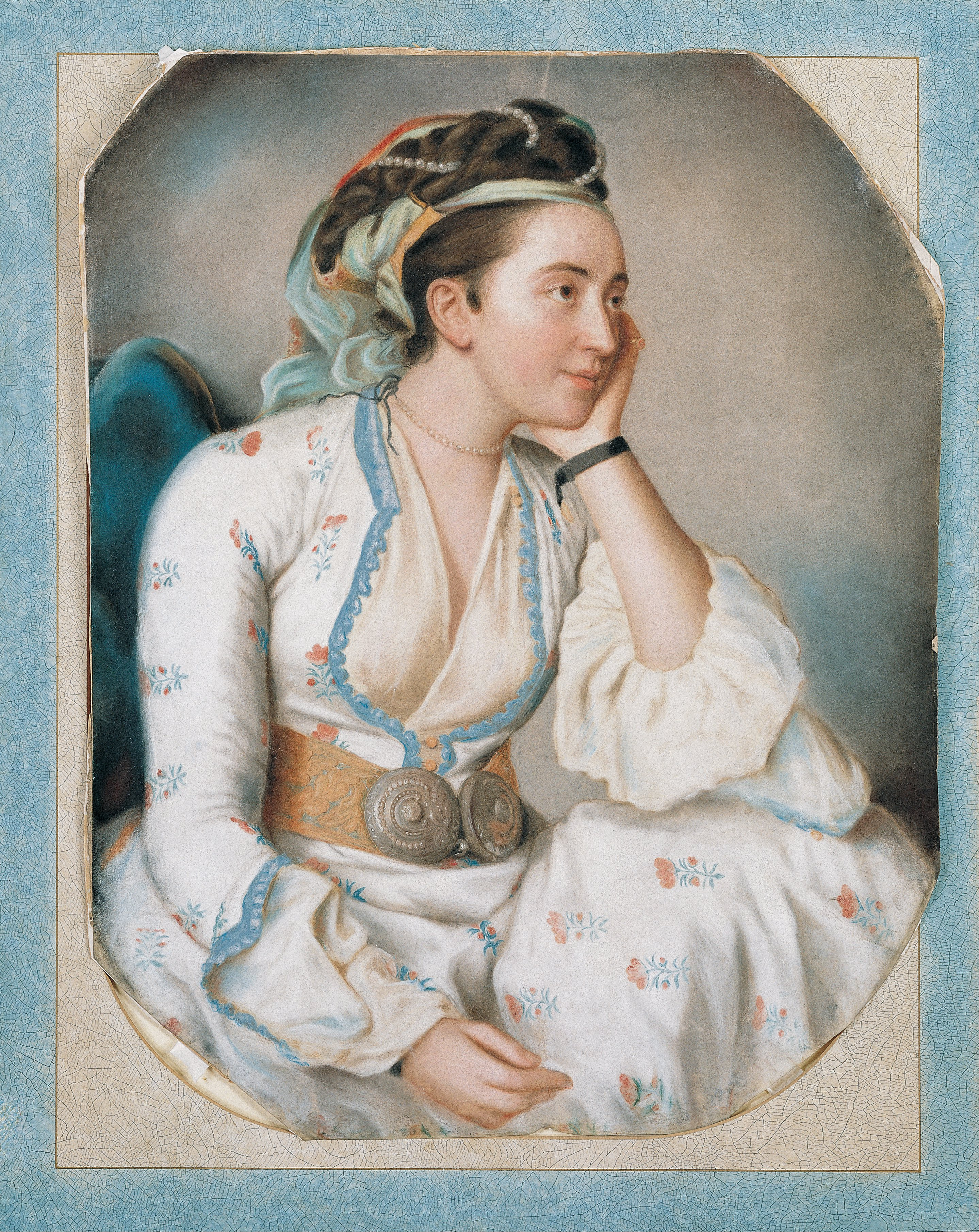
Una donna vestita alla turca. Dipinto di Jean-Étienne Liotard.
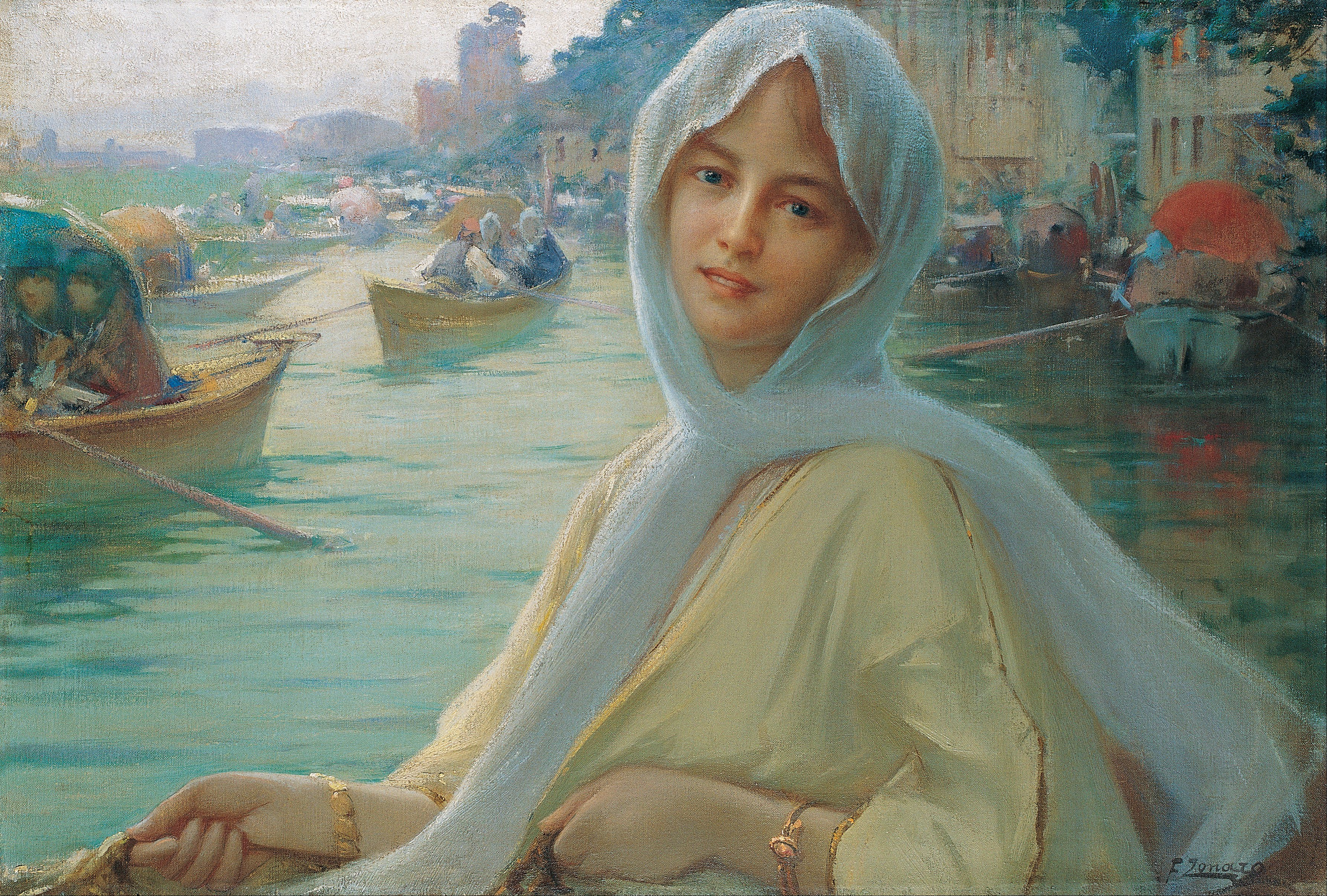
Divertimento sul torrente Göksu. Dipinto di Fausto Zonaro.
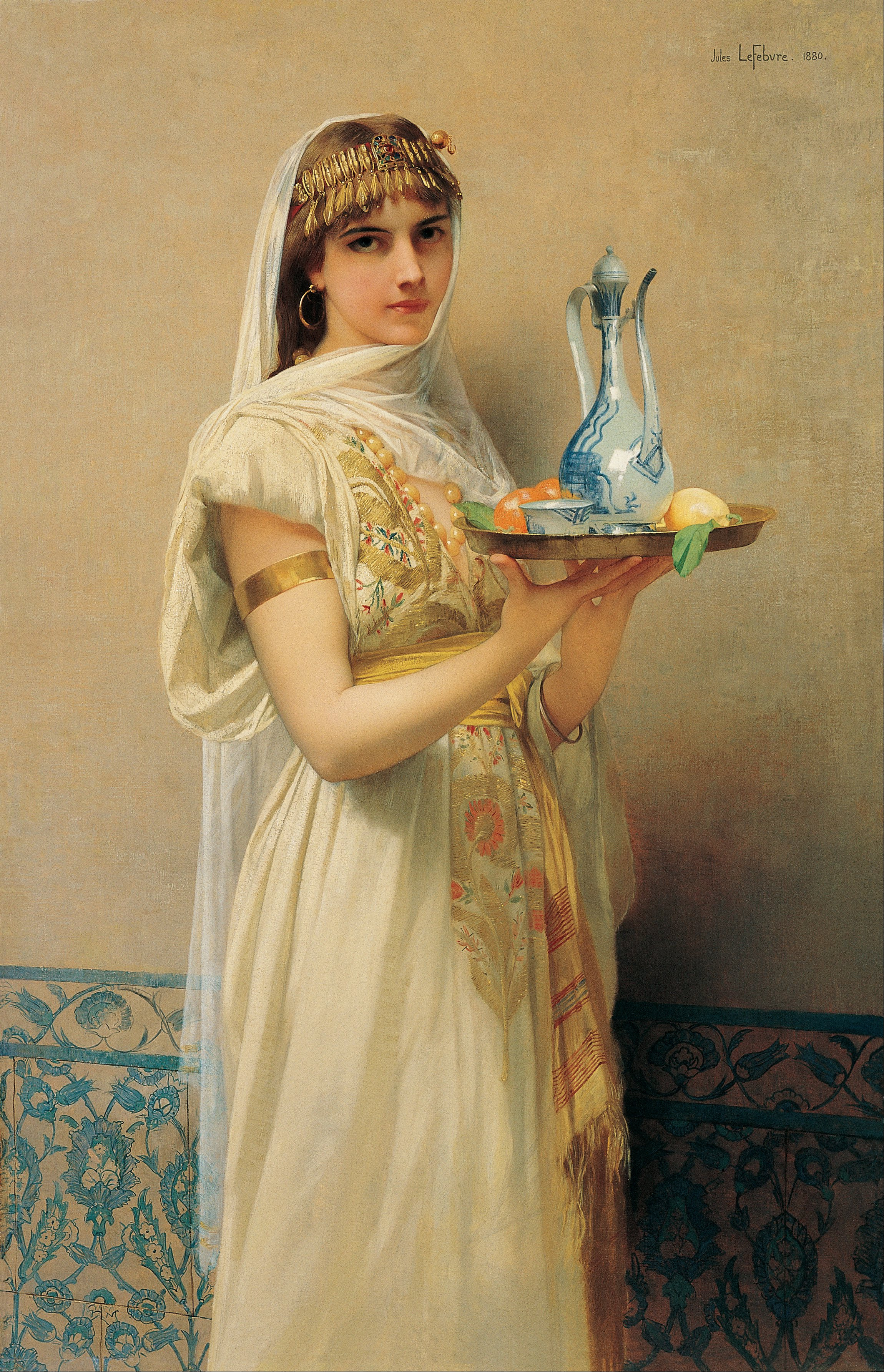
Servo. Dipinto di Jules Joseph Lefebvre, 1880.
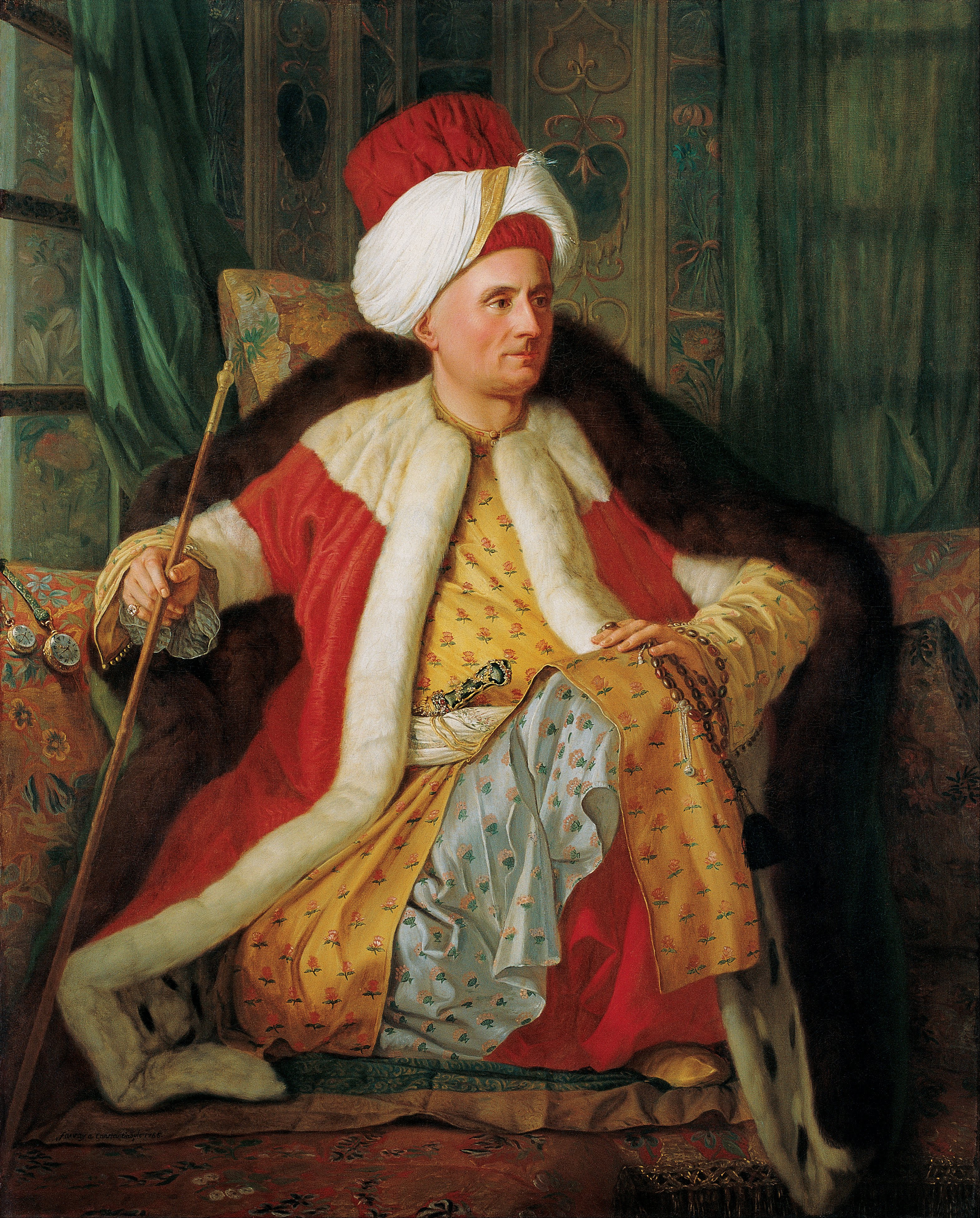
ritratto di Charles Gravier conte di Vergennes ambasciatore francese, in abiti turchi. Dipinto di Antoine de Favray, XIX secolo.
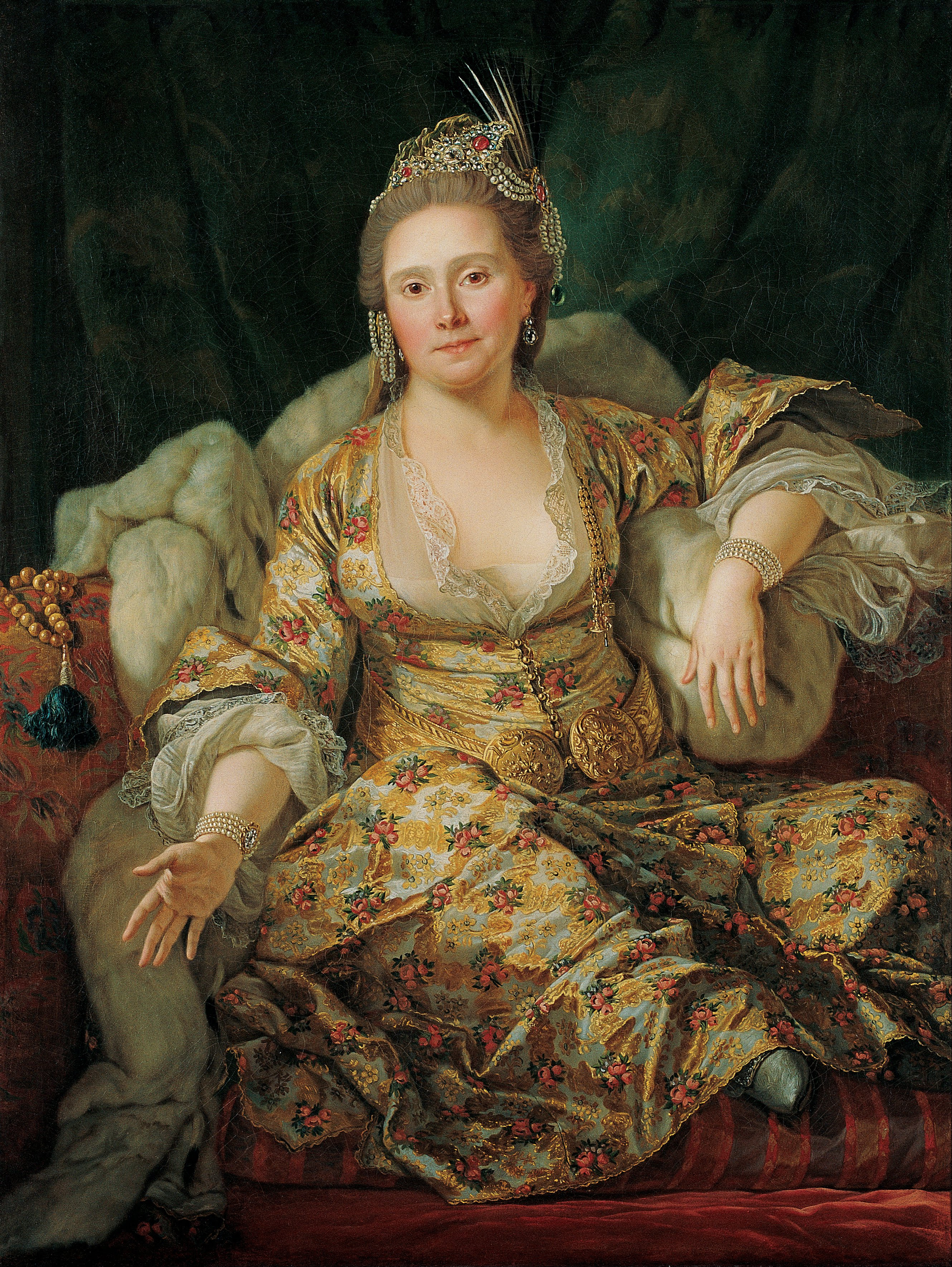
Ritratto della contessa di Vergennes in abiti turchi. Dipinto di Antoine de Favray, XIX secolo.
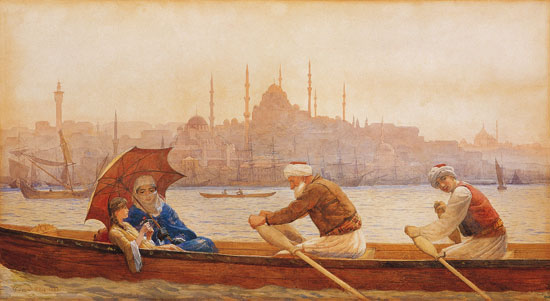
Gita sul Corno d'oro. Dipinto di Tristram Ellis, 1888.
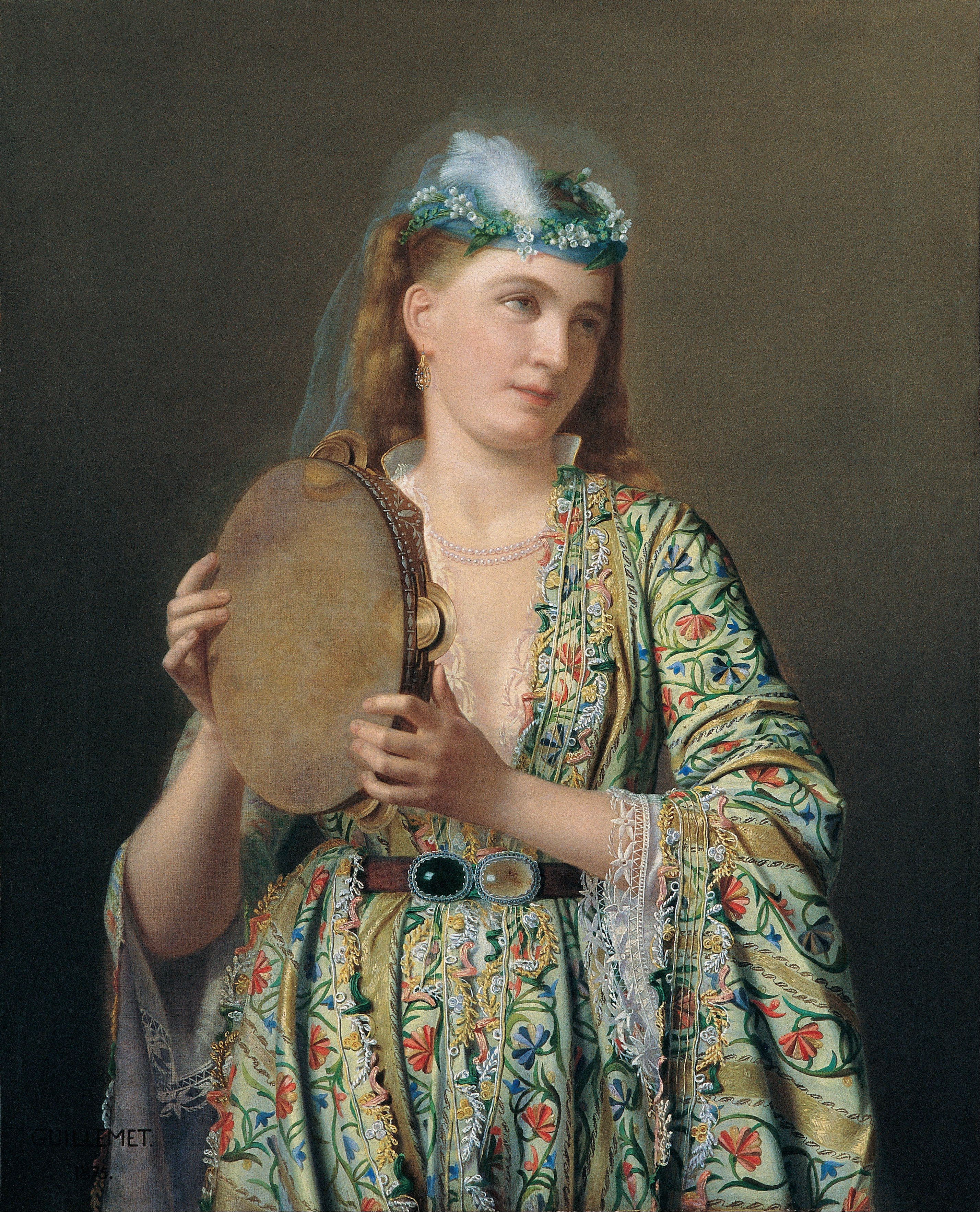
Dama della corte ottomana suona il tamburello. Dipinto di Pierre-Désiré Guillemet, 1875.
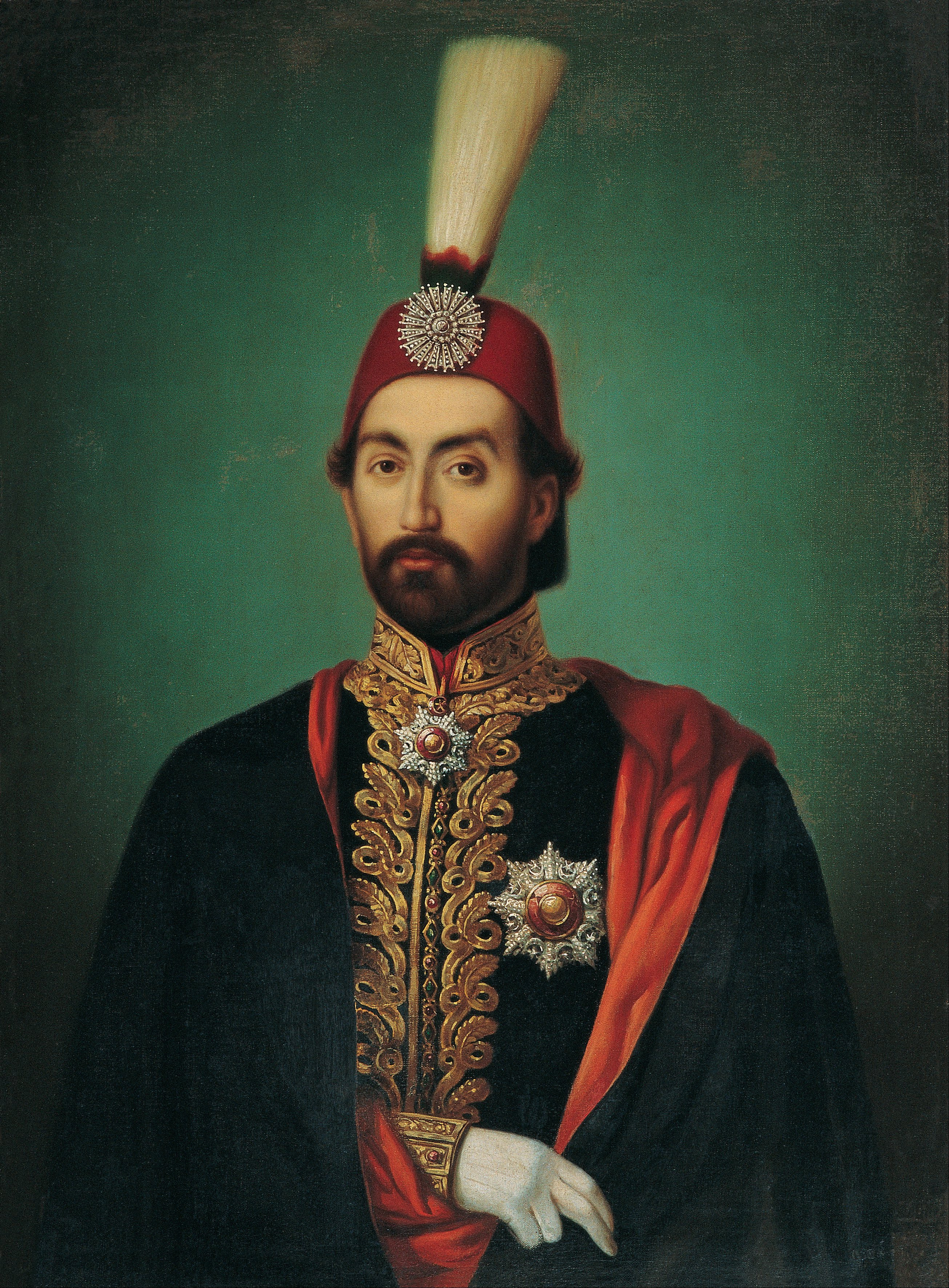
Sultano Abdülmecid I. Dipinto di un artista sconosciuto, anni '50 del XIX secolo.
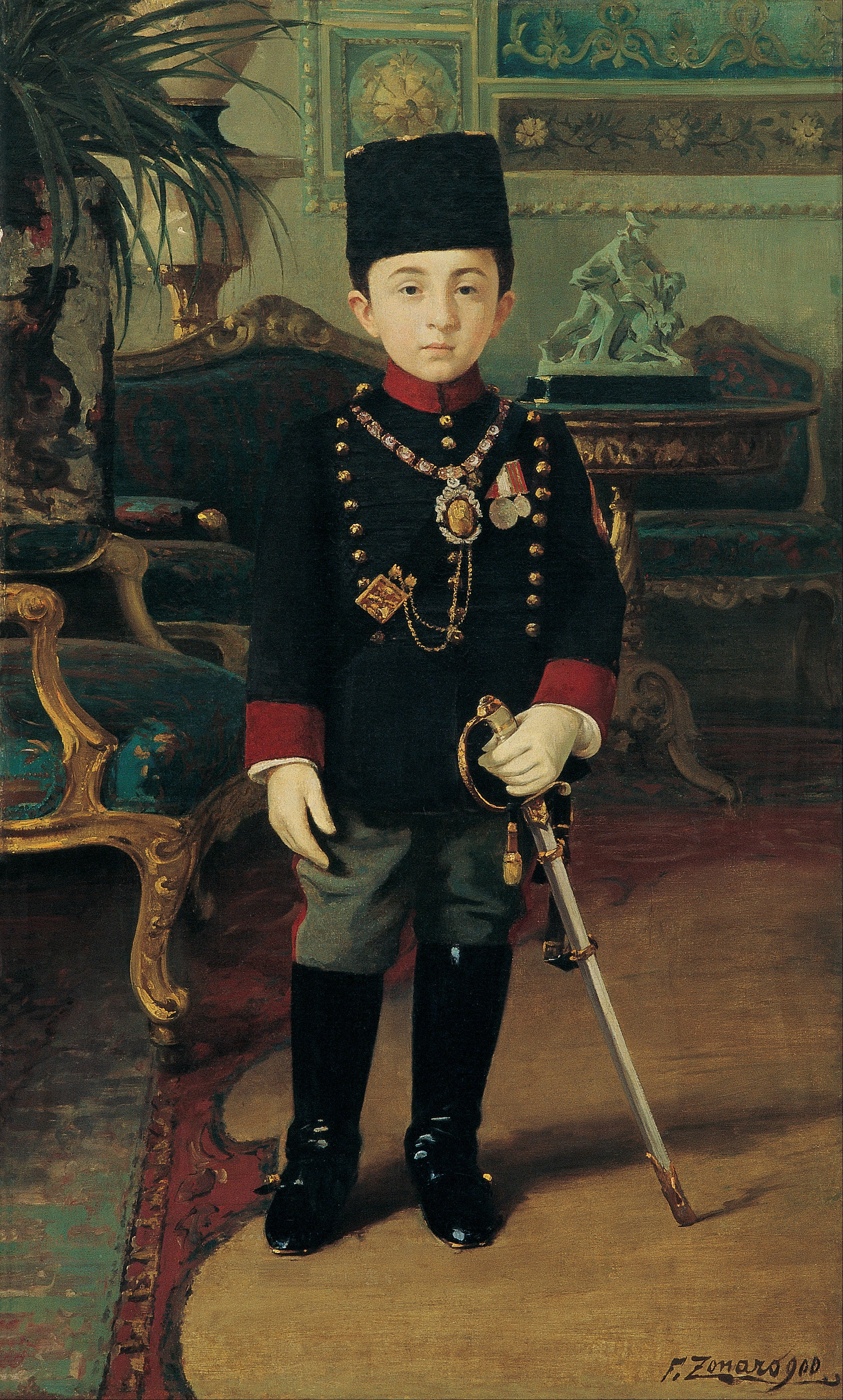
Uno Scià tardo ottomano"

### Collezione di pesi e misure Anatoliche
Comprende oltre diecimila pezzi che risalgono dalla preistoria a quelli usati nell'attuale Anatolia. Questi comprendono i principali tipi di bilance e strumenti di misura, utilizzati per misurare peso, lunghezza e volume in ogni campo, dalla misurazione del terreno al commercio, dall'architettura alla creazione di gioielli, dalla spedizione alla farmacia. 

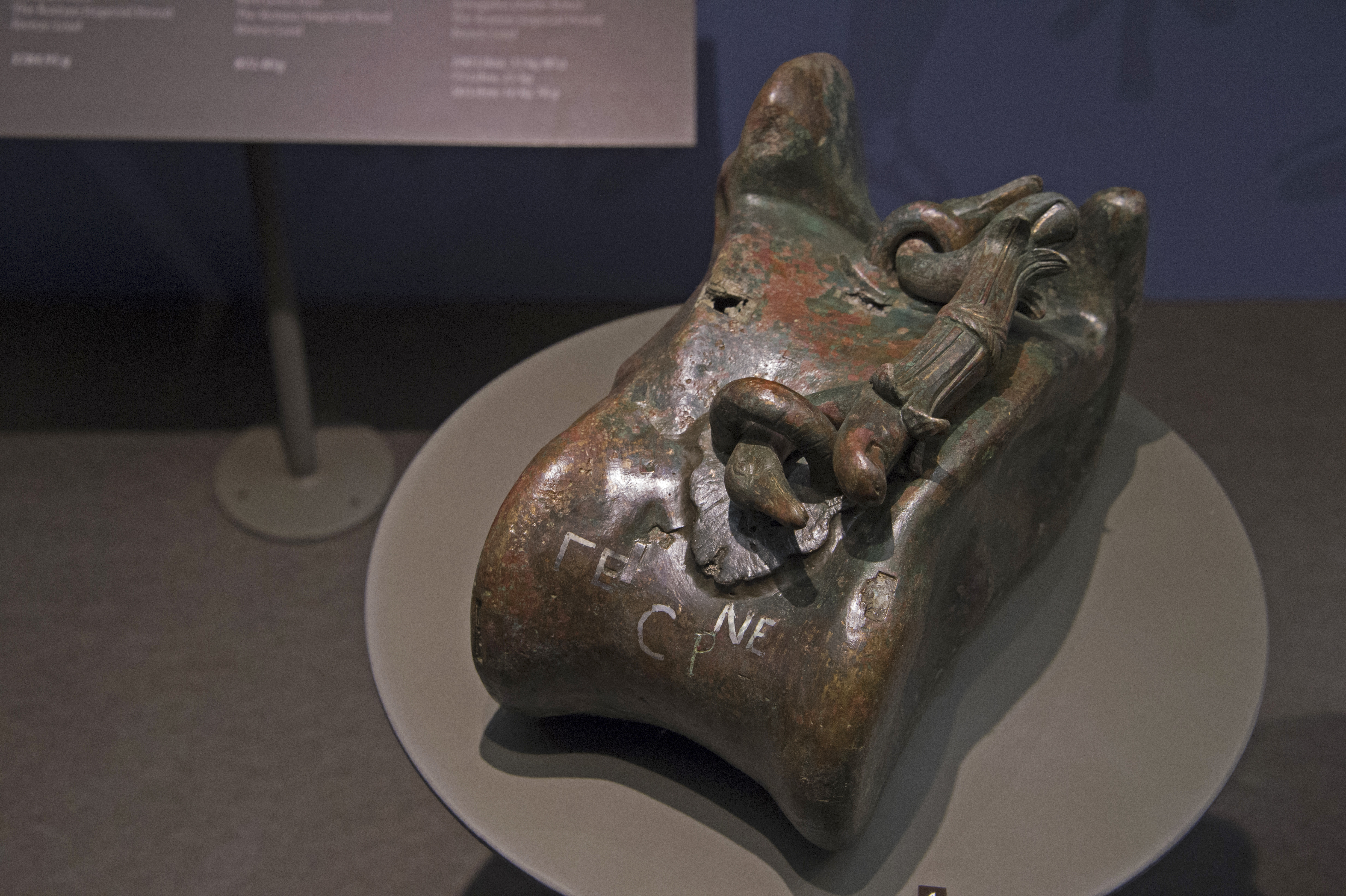
Collezione di pesi e misure Anatoliche
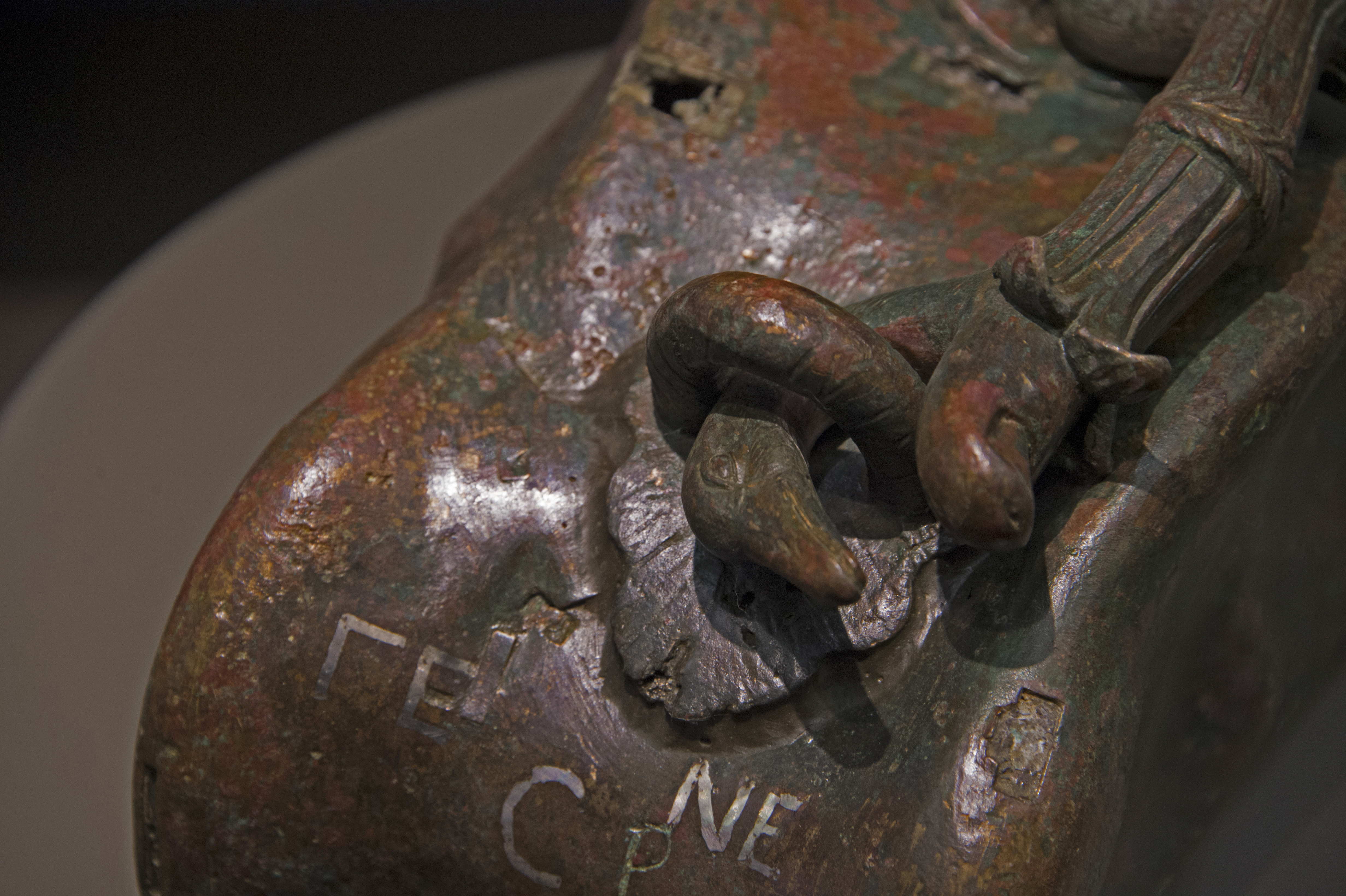
Collezione di pesi e misure Anatoliche (dettaglio)
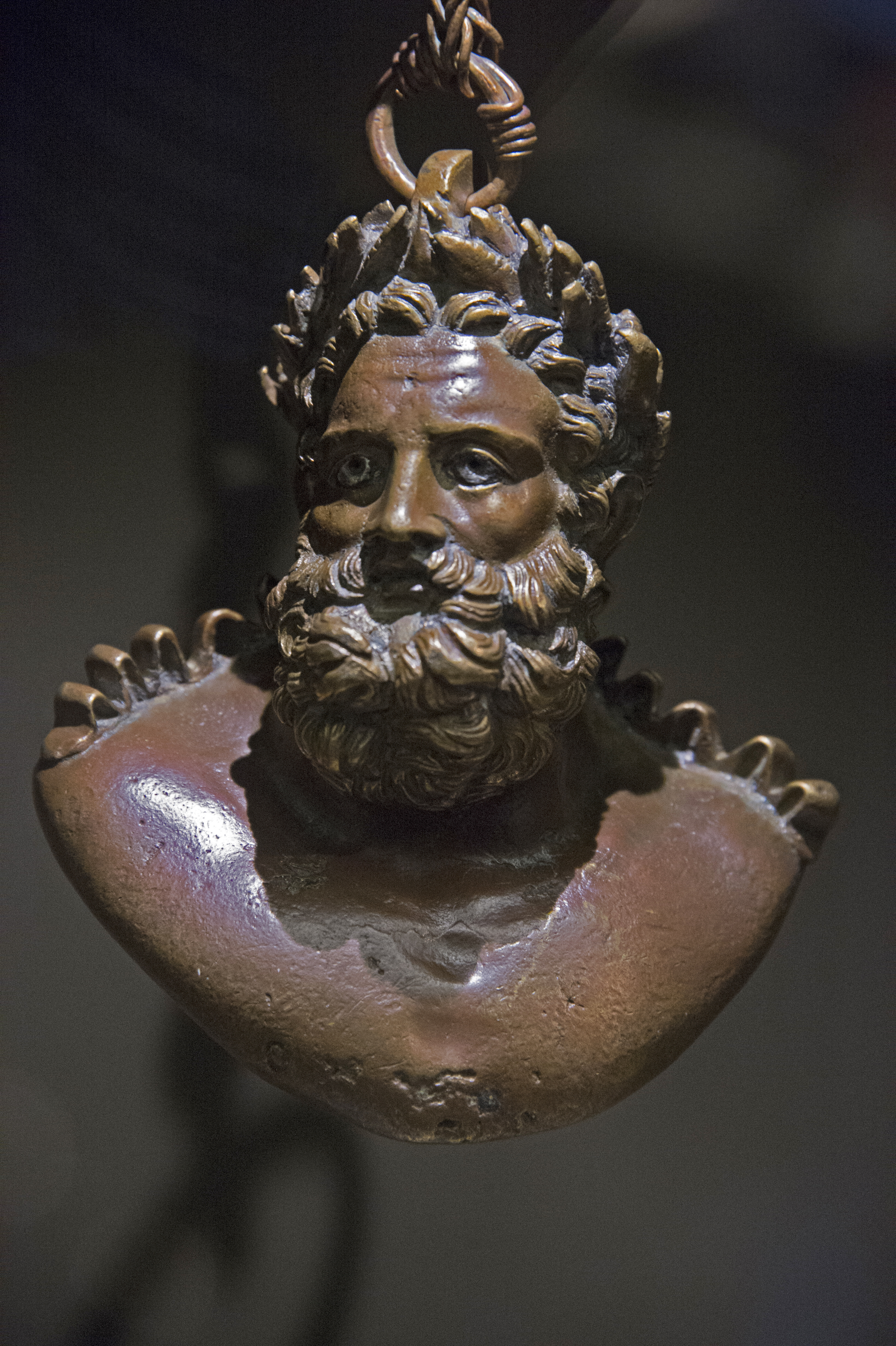
Collezione di pesi e misure Anatoliche
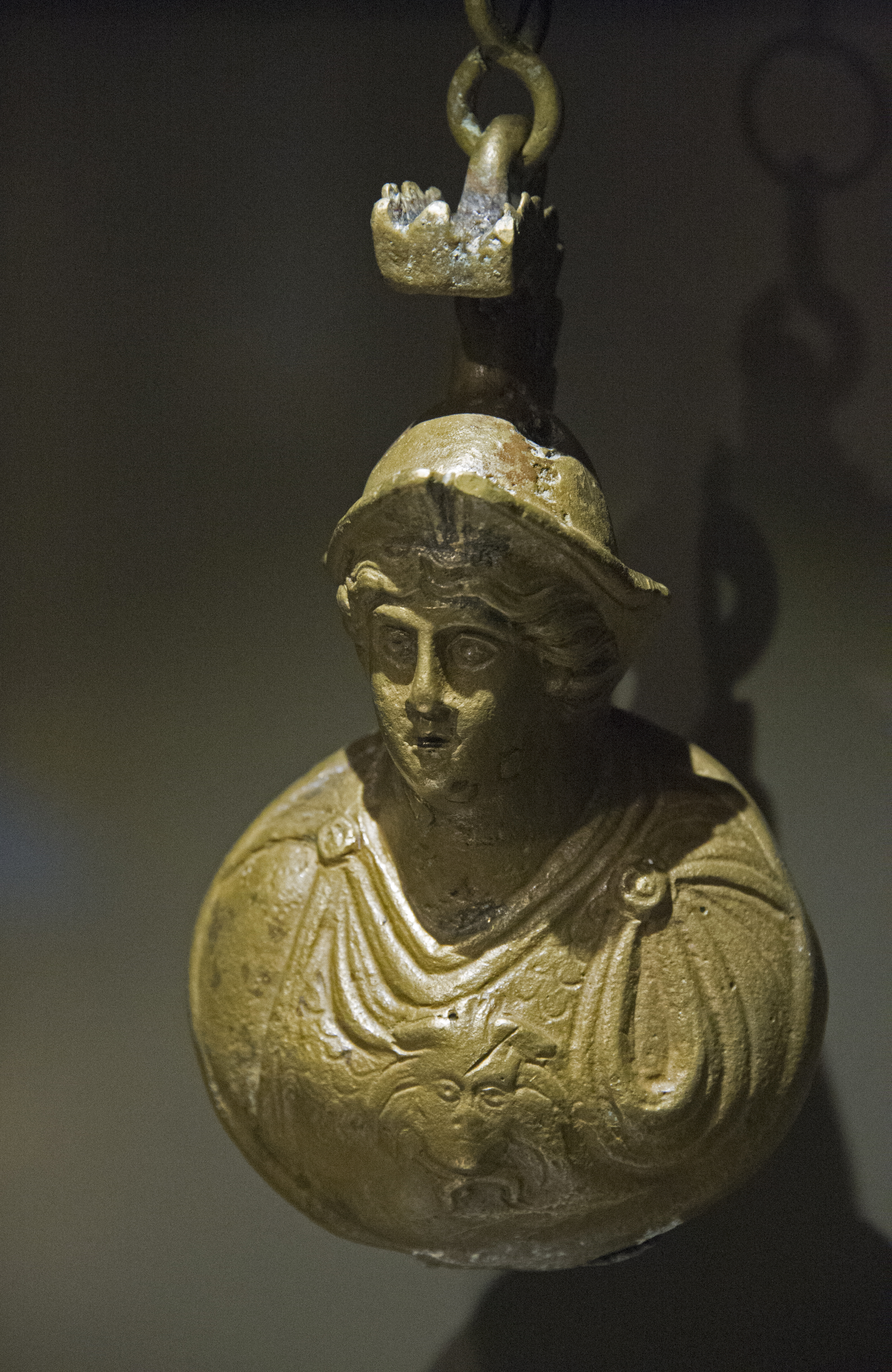
Collezione di pesi e misure Anatoliche
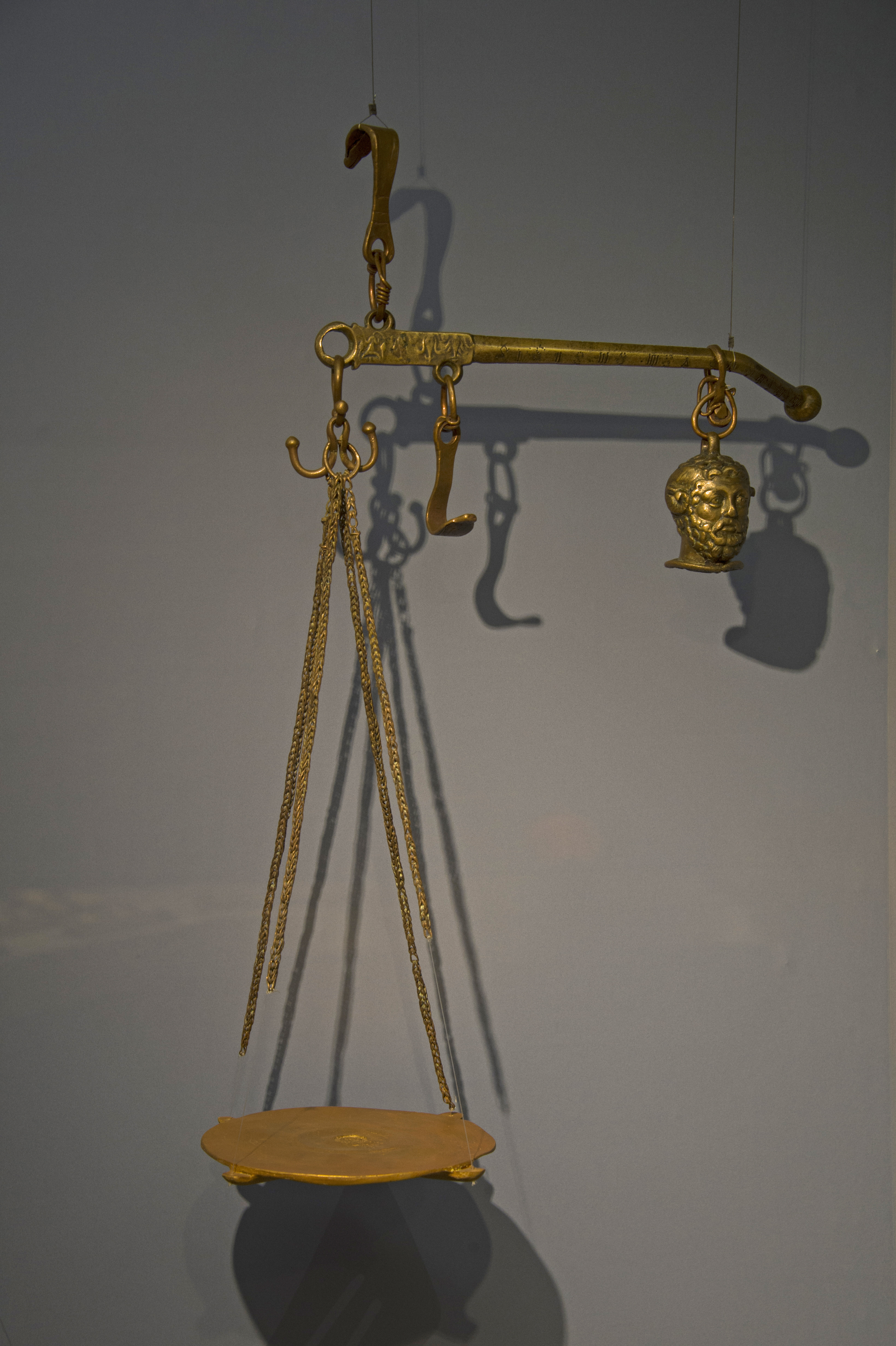
Collezione di pesi e misure Anatoliche: stadera
Collezione di pesi e misure Anatoliche

### Collezione di piastrelle e ceramiche Kütahya
Gli inizi della collezione di piastrelle e ceramiche Kütahya della Fondazione Suna e İnan Kıraç risalgono agli anni '80. Oggi la collezione è composta da oltre 800 pezzi che rappresentano vari periodi, in particolare il XVIII - XX secolo. Il numero limitato di pezzi in esposizione è stato scelto per dare un'idea generale della collezione e della lavorazione artigianale delle ceramiche Kütahya.

### Esibizioni temporanee
Avendo organizzato progetti congiunti con importanti musei, collezioni e fondazioni internazionali tra cui Tate Britain, Centre Pompidou, Victoria and Albert Museum, Museo statale russo di San Pietroburgo, JP Morgan Chase Collection, New York School of Visual Arts e la Fondazione Maeght, il Museo di Pera ha presentato al pubblico turco innumerevoli artisti di fama internazionale, tra cui Alberto Giacometti, Jean Dubuffet, Henri Cartier-Bresson, Rembrandt, Niko Pirosmani, Josef Koudelka, Joan Miró, Akira Kurosawa, Marc Chagall, Pablo Picasso, Fernando Botero, Frida Kahlo, Diego Rivera e Goya.
Dalla sua inaugurazione, il Museo di Pera collabora ogni anno con istituzioni d'arte e di istruzione nazionali e internazionali per organizzare mostre a sostegno dei giovani artisti.

## Altre funzioni
Tutte le mostre del Museo sono accompagnate da libri, cataloghi, concerti, eventi audiovisivi e programmi educativi. Attraverso programmi ed eventi stagionali, Pera Film offre ai visitatori e agli appassionati di cinema una vasta gamma di proiezioni che si estendono da film classici e indipendenti a film d'animazione e documentari, nonché spettacoli speciali paralleli ai temi delle mostre temporanee.